# Johann Jurenitsch
Johann „Hans“ Jurenitsch (* 25. September 1947 in Wien; † 16. April 2017) war ein österreichischer pharmazeutischer Biologe.

## Leben
Johann Jurenitsch legte 1965 die Reifeprüfung am Bundesrealgymnasium Wien XII ab. Er studierte nach der Ableistung des Präsenzdienstes von 1966 bis 1972 Pharmazie an der Universität Wien. Anschließend promovierte er und habilitierte schließlich 1983 in Pharmakognosie.
1991 wurde er Professor an der Universität Wien und Redakteur der Fachzeitschrift Scientia Pharmaceutica. In den Wintersemestern 1992/93 und 1993/94 war er Gastprofessor an der Universität Ulm. Von 2000 bis 2011 war er Vizerektor der Universität. Er beschäftigte sich unter anderem mit Scharfstoffen, Oligosacchariden und Saponinen.
Jurenitsch wurde mit dem Großen Silbernen Ehrenzeichen für Verdienste um die Republik Österreich geehrt.